# Battlefield 1942
Battlefield 1942 (tạm dịch: Chiến trường 1942) là trò chơi máy tính thuộc thể loại bắn súng góc nhìn thứ nhất 3D lấy bối cảnh Thế chiến II do công ty Thụy Điển Digital Illusions CE phát triển và Electronic Arts phát hành cho Microsoft Windows vào năm 2002 và Apple Macintosh vào năm 2004. Trò chơi có thể có thể chơi được ở chế độ chơi đơn chống lại AI hoặc trong chế độ chơi nối mạng đối đầu giữa người chơi với nhau trên Internet hoặc qua LAN. Nó cũng là một nền tảng phổ biến cho các nhà phát triển mod, với một số lượng lớn các bản mod được phát hành làm thay đổi lối chơi và chủ đề.
Trong Battlefield 1942, người chơi sẽ đóng vai trò của một trong năm loại lính: Trinh sát, Xung kích, Chống tăng, Quân y và Công binh. Người chơi còn có khả năng lái các loại khí tài Thế chiến II gồm máy bay chiến đấu và máy bay ném bom, tàu chiến, tàu ngầm và tàu sân bay, ụ pháo phòng vệ ven biển, xe tăng, thiết giáp chở quân và xe jeep, cũng như điều khiển súng phòng không và súng máy. Mỗi trận chiến diễn ra trên một trong những bản đồ nằm trong một loạt các địa điểm và chiến trường nổi tiếng của Thế chiến II: Thái Bình Dương, châu Âu, Bắc Phi, phía Đông và nước Ý. Đây là cuộc chiến giữa các cường quốc phe Trục và Đồng Minh. Vị trí xác định quân đội quốc gia cụ thể được sử dụng (ví dụ, trên bản đồ đảo Wake, đó là Nhật Bản với Hoa Kỳ, trong khi trên bản đồ El Alamein, đó là Đức với Anh). Các bản đồ trong Battlefield 1942 dựa trên các trận chiến thực sự và được miêu tả phần nào thực tế. Ngày 11 tháng 11 năm 2012, EA thông báo rằng Battlefield 1942 có thể được tải về miễn phí trên Origin nhằm kỷ niệm 10 năm ra mắt của Battlefield.

## Lối chơi

Battlefield 1942 cho phép người chơi điều khiển các loại khí tài của hải, lục, không quân.

Lối chơi của Battlefield 1942 thường tập trung vào phần chơi hợp tác hơn các game trước đây vì tính chất này, không chỉ là tiêu diệt đối phương mà còn để giữ một số "điểm kiểm soát" (Control Points) xung quanh bản đồ. Chiếm được các điểm kiểm soát cho phép nhóm quân củng cố bản thân bằng cách cho phép người chơi và các khí tài xuất hiện trong một khu vực nhất định. Do đó, việc đánh chiếm và kiểm soát các điểm này cũng làm giảm quân tiếp viện của đối phương dẫn đến chiến thắng quyết định. Battlefield 1942 là một trong những trò chơi chính đầu tiên đại diện cho một sự thay đổi đáng kể trong lối chơi FPS về mặt tinh thần không chỉ thiên vị cá nhân, nhưng đồng thời khuyến khích làm việc theo nhóm và phối hợp tác chiến.
Chế độ game mặc định là chinh phục (Conquest) tập trung vào việc đánh chiếm và kiểm soát các điểm kiểm soát; một khi nhóm quân chiếm được điểm kiểm soát, các thành viên của nó có thể hồi sinh từ đó. Khi một nhóm quân mất tất cả các điểm kiểm soát thì họ không thể hồi sinh được nữa. Và nếu không có ai còn sống thì xem như thua cuộc. Trò chơi còn kiểu chơi đấu vòng loại. Một đội thắng cuộc sẽ lọt vào vòng loại khi các đội khác mất hết vé. Một đội mất vé khi các thành viên bị giết, nhưng cũng có khi các đội khác nắm giữ một số lượng nhất định các điểm chiếm giữ trên bản đồ (thường là khi một đội nắm giữ phần lớn các điểm chiếm giữ). Vì vậy, đôi khi đội chiến thắng phải săn lùng rải rác hoặc che giấu lực lượng đối phương ở cuối vòng bảng.
Những tấm vé triệu hồi còn đóng một vai trò quan trọng trong sự thành công của cả hai đội. Mỗi khi một người chơi trong đội hình chết và hồi sinh thì nhóm đó mất một vé. Mỗi đội bắt đầu mỗi vòng loại với từ 150 đến 300 vé, tùy thuộc vào vai trò của nhóm (ví dụ như phòng thủ). Các đội cũng dần dần mất vé tùy thuộc vào bao nhiêu điểm triệu hồi mà họ kiểm soát. Theo nguyên tắc chung, điểm triệu hồi ít kiểm soát bởi một nhóm quân, càng nhiều vé hơn thì họ thua. Đối với một nhóm gồm 32 đến 64 người chơi trên bản đồ, với 150 vé, điều này có nghĩa là ít hơn chút 5 lần hồi sinh hoặc tử vong tính trung bình cho mỗi người chơi nếu họ nắm giữ điểm triệu hồi lúc bắt đầu.

### Vai trò
Người chơi có thể chọn chơi một trong hai phe Đồng Minh hoặc Phát xít. Phe Đồng Minh gồm Hoa Kỳ, Anh và Liên Xô, trong khi Phát xít gồm Đức và Nhật Bản. Bất kể người chơi chọn quốc gia nào thì cũng chỉ vào vai năm loại lính chính là: Trinh sát, Xung kích, Chống tăng, Quân y và Công binh. Mỗi vai trò có thế mạnh và điểm yếu riêng của mình. Ví dụ như vai trò của trinh sát là giám sát tầm xa, sát thương cao và khả năng chỉ điểm cho pháo binh bắn vào một vị trí của đối phương (không giống như các trò chơi khác với tính năng tương tự, nhân vật người chơi khác cũng phải cung cấp hỏa lực pháo binh); tuy nhiên lính bắn tỉa không được thiết kế để sử dụng trong chiến đấu tầm gần và những người chơi thường xuyên phải xử lý loại lính này như chỉ là một vai trò bắn tỉa đơn giản bằng cách không chỉ điểm cho pháo binh. Xung kích có vai trò tiêu chuẩn và cung cấp hỏa lực rất tích cực. Lính chống tăng thì đặc biệt dùng để tiêu diệt xe tăng và khí tài của đối phương, nhưng vũ khí chính của họ lại có hỏa lực yếu hơn khi chống chọi với bộ binh của đối phương. Quân y thì có khả năng chữa lành vết thương (cho bản thân mình và người chơi khác), nhưng súng tiểu liên của quân y thí yếu hơn so với vũ khí của lính xung kích. Công binh có khả năng sửa chữa xe cộ bị hư hỏng và trang thiết bị vũ khí, ngoài ra họ còn có khả năng triển khai chất nổ rất hiệu quả khi dùng để tiêu diệt cả bộ binh và khí tài của đối phương, cùng với mìn dùng để phá hủy xe cộ của đối phương khi tiếp xúc.

## Phát triển
|                    | Tối thiểu                               | Khuyến nghị                                  |
| Microsoft Windows  | Microsoft Windows                       | Microsoft Windows                            |
| ------------------ | --------------------------------------- | -------------------------------------------- |
| Hệ điều hành       | Windows ME, 2000, 98                    | Windows XP (Service Pack 3) or Later         |
| CPU                | 800MHz Processor                        | 1GHz Intel Pentium 3 or AMD Athlon processor |
| RAM                | 256Mb                                   | 512Mb                                        |
| Bộ nhớ trống       | 1.2 GB of free hard disk space.         | 1.2 GB of free hard disk space.              |
| Phần cứng đồ họa   | DirectX 9-compatible GPU with 32mb VRAM | DirectX 8.1-comptible GPU with 64mb VRAM     |
| Phần cứng âm thanh | Sound Card                              | Sound Card                                   |
| Kết nối mạng       | Broadband required for gameplay.        | Broadband required for gameplay.             |

Battlefield 1942 được xây dựng trên công thức của tựa game ít thành công Codename Eagle lấy bối cảnh lịch sử xen kẽ Thế chiến I. Nó có cả chế độ chơi đơn và chơi mạng. Bộ engine Refractor 1 trước đó đã có nhiều hiệu ứng vật lý theo phong cách arcade và tập trung ít hơn thực tế hơn người kế nhiệm Refractor 2 được sử dụng trong Battlefield 2. Một phiên bản tương thích với Macintosh của Battlefield 1942 cũng đã được hãng Aspyr Media thực hiện và phát hành vào giữa năm 2004. Một phiên bản Xbox của game cũng đã được công bố vào đầu năm 2001 nhưng đã bị hủy bỏ gần hai năm sau đó để Electronic Arts có thể tập trung nhiều hơn vào một bản mở rộng cho PC.

## Mở rộng
Những người sáng tạo của Battlefield 1942 đã phát hành bản mở rộng mang tên Battlefield 1942: The Road to Rome (bổ sung thêm Mặt trận Ý) và Battlefield 1942: Secret Weapons of WWII. Thêm nhiều chế độ chơi và khái niệm thiết kế mới. The Road to Rome tập trung vào các trận đánh ở nước Ý và cho phép người chơi vào vai những người lính của quân đội Pháp Tự do và quân đội Phát xít Ý. Secret Weapons of WWII thì tập trung các loại vũ khí nguyên mẫu, thử nghiệm hiếm khi sử dụng và khí tài (như bộ phản lực), cũng như các loại vũ khí không có trong các phiên bản trước đó. Nó còn thêm các bản vá lỗi tải về được, sửa chữa lỗi trong game và thêm một số nội dung bổ sung (như bản đồ trận Hellendoorn). Battlefield 1942 Deluxe Edition gồm bản gốc và Battlefield 1942: The Road To Rome. Battlefield 1942: World War II Anthology còn thêm bản mở rộng Battlefield 1942: Secret Weapons of WWII. Battlefield 1942: The Complete Collection thêm vào Battlefield Vietnam và Battlefield Vietnam WWII Mod.

## Đón nhận
Trên trang đánh giá tổng hợp GameRankings, trò chơi có điểm số trung bình là 89% dựa trên 46 đánh giá. Trên Metacritic, trò chơi có điểm số trung bình là 89/100, dựa trên 27 đánh giá. Tại Giải thưởng Thành tựu Tương tác thường niên lần thứ 6 (Interactive Achievement Awards), Battlefield 1942 được trao thưởng cho mục chơi trực tuyến (Online Gameplay), đổi mới trong trò chơi máy tính (Innovation in PC Gaming), trò chơi máy tính của năm (PC Game of the Year) và trò chơi của năm (Game of the Year). Vào tháng 3 năm 2010, Battlefield 1942 đã được trao giải thưởng với giải "trò chơi Thụy Điển của thập kỷ" tại lễ hội trò chơi máy tính được tổ chức bởi Hiệp hội Game Thụy Điển.
Scott Osborne của GameSpot chấm cho game mức điểm 8.8/10, gọi đó là một "phiên bản truyện tranh của Thế chiến II". Steve Butts của IGN chấm cho game mức điểm 9.3/10, ca ngợi mục chơi mạng, nhưng nói "mục chơi đơn của game để lại nhiều dư âm."

## Phần tiếp theo
Bản tiếp theo lấy bối cảnh cuộc chiến tranh Việt Nam là Battlefield Vietnam được phát hành vào tháng 3 năm 2004. Năm 2005, một phần tiếp theo lấy bối cảnh trong thời kỳ hiện đại là Battlefield 2 được phát hành. Đến năm 2006, một phần tiếp theo lấy bối cảnh trong thời đại tương lai là Battlefield 2142 được phát hành. Ngày 8 tháng 7 năm 2009, Battlefield 1943 được phát hành cho Xbox Live Arcade và PlayStation Network một ngày sau đó. Dòng Battlefield: Bad Company chính thức khởi động vào năm 2008, tiếp theo là Battlefield 3 ra mắt vào cuối năm 2011 trên mạng Origin của EA Games. Battlefield 4 được phát hành vào tháng 10 năm 2013.